# Pir Maomé ibne Jaanguir
Pir Maomé ibne Jaanguir ou Pir Maomé Mirza (c. 1374 — 22 de fevereiro de 1407) foi um príncipe que disputou o trono do Império Timúrida depois da morte do seu avô Tamerlão. Era filho de Jaanguir Mirza que era o verdadeiro sucessor do trono, mas acabou por morrer antes do seu pai. Próximo na linha de sucessão estava Omar Xeique Mirza, mas este acabou por morrer também.  O irmão de Pir Maomé, Maomé Sultão, foi nomeado herdeiro, mas também faleceu devido às feridas de uma batalha em 1403.
Isto deixou Xaruque Mirza, quem Tamerlão considerou demasiado dócil para ser rei e Mirã Xá que sofreria com dificuldades mentais. Tamerlão sentiu que nenhum dos seus filhos era capazes de governar, então nomeou Pir Maomé como sucessor. Pir Maomé era o governador de Candaar desde 1392. O território dele estendia das terras a oeste do Indocuche até o rio Indo. No outono de de 1397, liderou a primeira onda de timúridas à Índia, e estava investido com a governança de Multan. No entanto, nenhum dos parentes dele o apoiaram depois da morte de Tamerlão.
Foi incapaz de assumir o comando em Samarcanda. Enfrentou em batalha duas vezes Calil Sultão, um primo e outro possível sucessor ao trono, e acabou por ser derrotado. Deixaram-lhe ficar nas suas terras, no entanto, seis meses depois, foi assassinado pelo seu vizir Pir Ali Taz em 1407.